# グリゴリエフカ (沿海地方)
グリゴリエフカ（Григорьевка）はロシア連邦沿海地方ミハイロフカ地区にある町（村落）。2010年国勢調査による人口は729人。清朝時代の名称は趙老背であった。